# Bogoarum
Bogoarum is een bestuurslaag in het regentschap Magetan van de provincie Oost-Java, Indonesië. Bogoarum telt 2398 inwoners (volkstelling 2010).